# Oleg Gazmanov
Oleg Michailovitsj Gazmanov (Russisch: Олег Михайлович Газманов, geboren 22 juli 1951 in  Goesev, Sovjet-Unie) is een Russische zanger en muzikant. 

## Biografie
Oleg Gazmanov werd geboren in een militaire familie van Wit-Russische afkomst. Hij was Kandidaat Meester in Sport.
Gazmanov werd begin jaren negentig vooral populair met zijn eurodiscomuziek. Zijn bekendste liedjes zijn Morjatsjka, Eskadron, Zakroj moi glaza, Toeman en Sdelano v SSSR. 
Zijn lied Moskva werd gebruikt bij de viering van het 850-jarig bestaan van de stad Moskou.

## Onderscheidingen
- Volksartiest van de Russische Federatie
- Orde van de Eer